# Victor Duruy

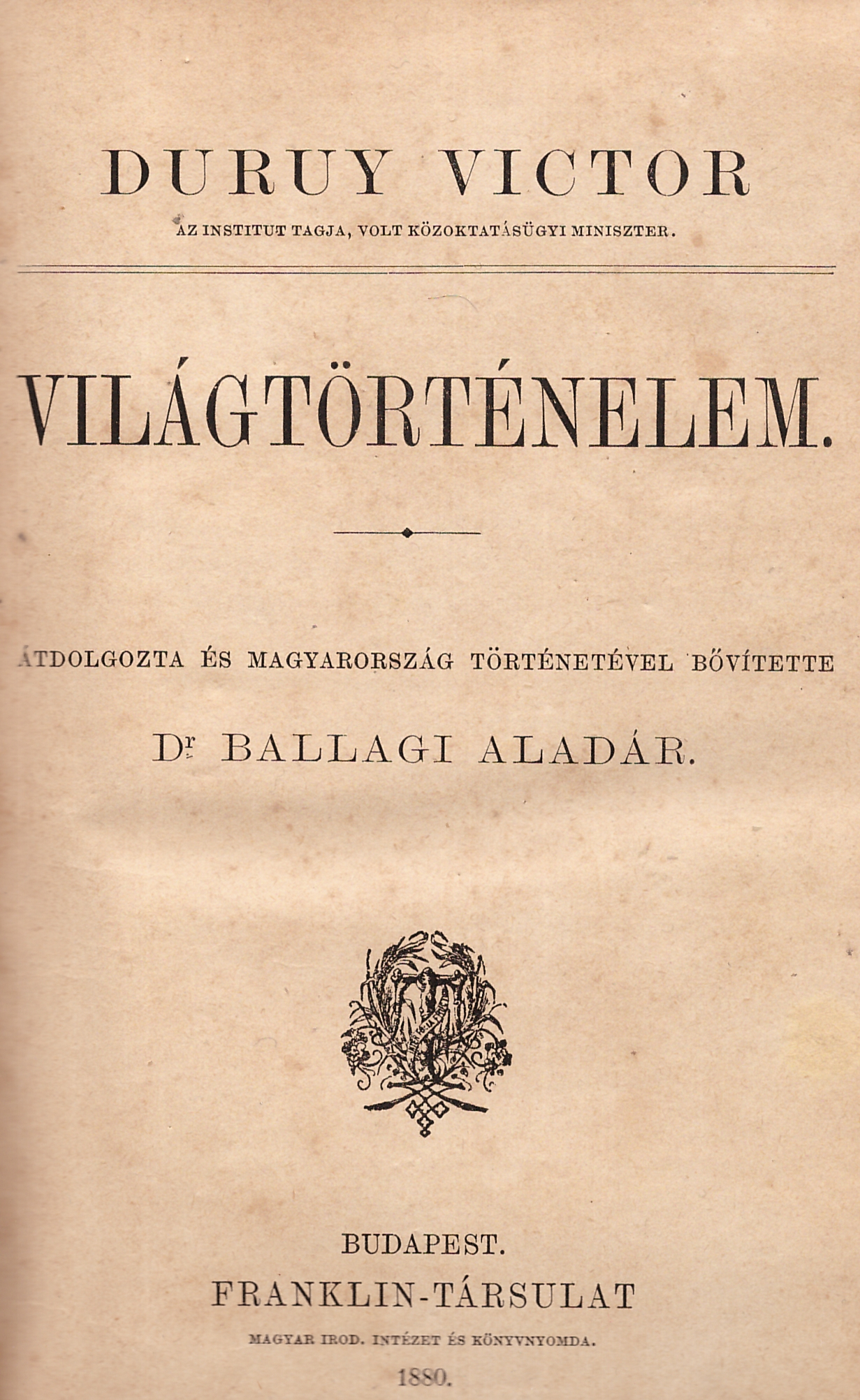
Victor Duruy: Világtörténelem (1880). Átdolgozta és fordította Ballagi Aladár

Victor Duruy (Párizs, 1811. szeptember 11. – Párizs, 1894. november 25.) francia történetíró, közoktatásügyi miniszter.

## Életrajza
Tanult a párizsi École normale supérieure-ben és 1833-ban a Lycée Henri IV gimnáziumban a történelem tanára lett. 1861-ben a párizsi középiskolák felügyelőjének és a történelem tanárának nevezték ki a műegyetemen. Közreműködött III. Napóleonnak Julius Caesar című nagy műve megírásában, mire a császár 1863-ban közoktatásügyi miniszterré tette. Ezen állásában Duruy hat esztendeig áldásos működést fejtett ki: a középiskolákba újra behozta a bölcsészeti tanulmányokat, s tanszéket állított a modern történelemnek; javított a néptanítók helyzetén, elrendelte a tornatanítást, alapított állami leányiskolákat és megteremtette az École des hautes études-t stb. Bevezette továbbá az ún. conférences littéraires-t. Egyéb reformtervei, mint az általános iskolakényszer és az ingyenes népoktatás, a klerikálisok makacs ellenszegülésén szenvedtek hajótörést. Engedvén végre az ellene intézett heves támadásoknak, állásáról 1869-ben lemondott, mire a császár szenátorrá nevezte ki. Önzetlensége és makulátlan hírneve a Harmadik Császárság valamennyi minisztere fölé helyezte.
Történeti művei közül megemlítendők: Histoire de la Grèce ancienne (1862, 2 kötet; újabb kiad. 1874), melyet a Francia Akadémia megkoszorúzott; Introduction générale à l'histoire de France (1865, 4. kiad. 1884); Histoire des Romains jusqu'à la mort de Théodose (1870-79, 7 kötet; képes díszkiadásban 1879-84, 7 kötet). Az általa szerkesztett Histoire universelle című gyűjteményben is több kötet jelent meg tőle. Rövidre fogott Világtörténetét Ballagi Aladár dolgozta át magyarra (Budapest, 1880). 1884-ben a Francia Akadémia tagjává választotta meg.

## Magyarul
- Világtörténelem; átdolg., Magyarország történetével bőv. Ballagi Aladár; Franklin, Bp., 1880 (Franklin-Könyvtár)
- A népvándorlás és keresztes háborúk kora; írták Duruy Viktor et al., 1908; in: A világ történelme; szerk. Endrei Zalán; Globus, Bp., 1905-1908